# Prosoplus pauxillus
Prosoplus pauxillus là một loài bọ cánh cứng trong họ Cerambycidae.